# Stoszów
Stoszów (deutsch Stoschendorf) ist ein Ort in der Landgemeinde Łagiewniki (Heidersdorf) im Powiat Dzierżoniowski  der Woiwodschaft Niederschlesien in Polen.

## Lage
Stoszów liegt etwa neun Kilometer westlich von Łagiewniki (Heidersdorf) und 15 Kilometer nordöstlich von Dzierżoniów (Reichenbach). Nachbarorte sind Jaźwina (Langseifersdorf) im Nordwesten, Kuchary (Kuchendorf) im Norden, Kołaczów (Prauß) im Süden, Janczowice im Nordosten.

## Geschichte
1335 erscheint in einer Urkunde Stosso von Stossowitz als Zeuge. 1348 sind die Ritter Christian und Heinrich Gebrüder von Atze auf Stoschendorf beurkundet. Seit 1371 gehörte Stoschendorf der Familie von Gellhorn. 1376 nennt ein Dokument des Kardinals Johann zu St. Marcus auch ein Pleban der „ecclesie de Stoschindorf“. In der Reformationszeit wurde die Pfarrkirche St. Trinitatis evangelisch. 1449 war George von Gellhorn Herr auf Stoschendorf. Nach dem Dreißigjährigen Krieg war das Dorf wüst und die Kirche eine Ruine. Anfang des 17. Jahrhunderts besaß das Gut Melchior von Gellhorn und seit 1654 Gottfried von Gellhorn. Seit 1664 gehörte Stoschendorf der Familie von Strachwitz, später den Freiherren von Glaubitz.
Nach dem Ersten Schlesischen Krieg fiel Stoschendorf mit dem größten Teil von Schlesien 1741/42 an Preußen. Die alten Verwaltungsstrukturen wurden aufgelöst und Stoschendorf in den Landkreis Reichenbach eingegliedert, mit dem es bis 1945 verbunden blieb. 1755 kam Stoschendorf an die Familie von Prittwitz auf Karriß, bis es schließlich 1772 an die Grafen von Sandratzky veräußert wurde, die es in die Majoratsherrschaft Langenbielau eingliederten. 1785 zählte Stoschendorf eine katholische nach Bertholdsdorf gehörige Filialkirche, ein Pfarr- und ein Schulhaus, ein Vorwerk, 19 Gärtner, sechs Häusler, eine Wassermühle, eine Windmühle und 186 Einwohner. 1845 zählte Stoschendorf 54 Häuser, ein herrschaftliches Schloss, ein Vorwerk, 412 Einwohner (196 evangelisch), evangelische Kirche zu Obepanthenau, eine katholische Kirche, die mit Niederlangseifersdorf war, unter dem Patronat des Dominiums, sechs Morgen Pfarracker, eine Wassermühle, eine Wassermühle mit zwei Einwohnern, eine Windmühle, eine herrschaftliche und eine rustikale Brennerei, zwei Wirtshäuser, 18 Baumwollwebstühle, 15 andere Handwerker und vier Händler. Stoschendorf wurde am 1. April 1938 nach Langseifersdorf eingemeindet. 
Als Folge des Zweiten Weltkriegs fiel Stoschendorf mit dem größten Teil Schlesiens 1945 an Polen. Nachfolgend wurde es in Stoszów umbenannt. Die einheimische deutsche Bevölkerung wurde, soweit sie nicht vorher geflohen war, weitgehend vertrieben. Die neu angesiedelten Bewohner waren teilweise Zwangsumgesiedelte aus Ostpolen, das an die Sowjetunion gefallen war. Von 1975 bis 1998 gehörte Stoszów zu Woiwodschaft Breslau.

## Sehenswürdigkeiten

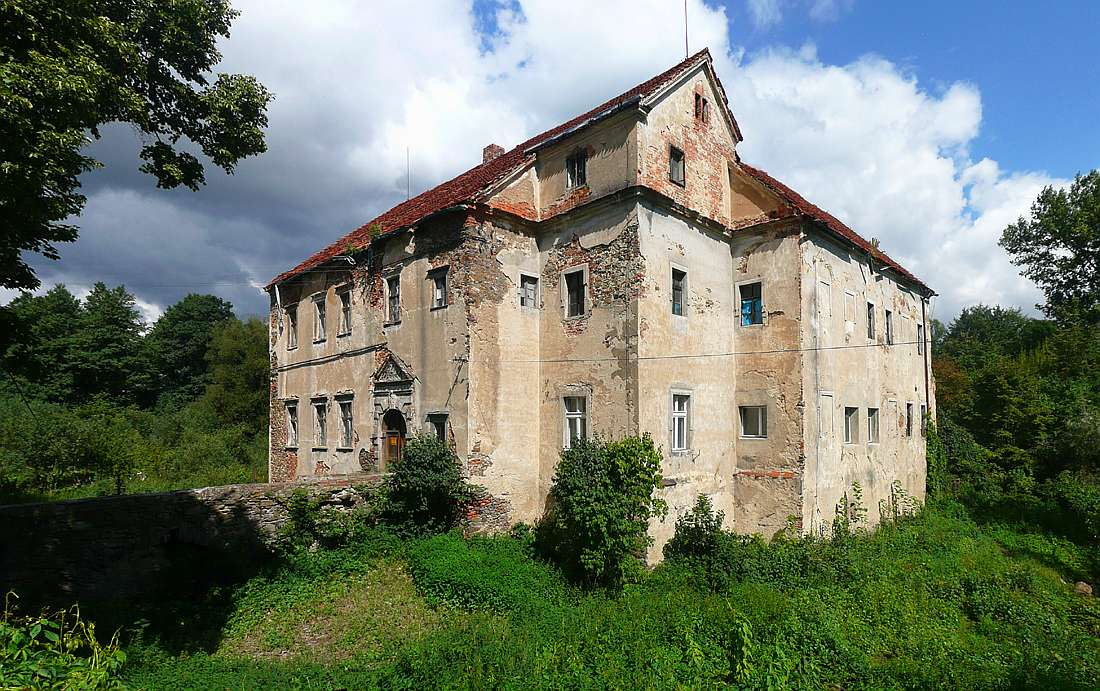
Schloss Stoschendorf

- Römisch-katholische Pfarrkirche der Heiligen Dreifaltigkeit (Kościół pw. Trójcy Świętej), vormals Filialkirche von Bertholdsdorf, später mit der katholischen Pfarrkirche von Niederlangseifersdorf verbunden. Früher fanden am Dreifaltigkeits- und Marienfest Wallfahrten zum dortigen Marienbild statt.
- Schloss Stoschendorf, Renaissance-Wasserschloss aus der zweiten Hälfte des 16. Jahrhunderts anstelle eines älteren Gebäudes errichtet, im 17., 18. und 19. Jahrhundert umgebaut und erweitert, umgeben von den Resten eines Wassergrabens, östlich verwilderter Landschaftspark, im Süden Wirtschaftsgebäude.